# محمد عبد المنعم خفاجي
محمد عبد المنعم خفاجي (1334 هـ - 1427 هـ / 1915 - 2006م) باحث أدبي ومحقق مصري، وأستاذ جامعي أزهري. 

## سيرته
ولد محمد عبد المنعم خفاجي عام 1334 هـ الموافق 1915 في قرية تلبانة مركز المنصورة، مصر. عمل أستاذاً وعميداً لكلية اللغة العربية بجامعة الأزهر وهو عضو مجلس جامعة الأزهر, والمجلس الأعلى للفنون والآداب, والمجالس القومية المتخصصة, ومجلس إدارة اتحاد الكتاب, ورئيس مجلس إدارة رابطة الأدب الحديث.
حصل على جائزة شوقي في الأدب 1950, وجائزة رابطة الأدب الحديث 1960, وجائزة المجمع اللغوي 1970, كما نال وسام العلوم والفنون من الطبقة الأولى 1983.

## مؤلفاته
له نحو خمسمئة كتاب مطبوع منها:
1. محمد عبد المنعم خفاجي (1948). التشبيه في شعر إبن المعتز وإبن الرومي (ط. الأولى). القاهرة: المطبعة الفاروقية الحديثة. مؤرشف من الأصل في 2022-11-09.
2. محمد عبد المنعم خفاجي (1948). الشعر العربي: أوزانه وقوافيه (مقرر في الأقسام الثانوية بالأزهر الشريف) (ط. الأولى). القاهرة: شركة مكتبة ومطبعة مصطفى البابي الحلبي وأولاده. مؤرشف من الأصل في 2022-11-09.
3. محمد عبد المنعم خفاجي (1949). الحياة الأدبية في العصر الجاهلي (ط. الأولى). القاهرة: مكتبة الحسين التجارية. مؤرشف من الأصل في 2022-11-09.
4. محمد عبد المنعم خفاجي (1950). فن الشعر: عروض الشعر العربي وقوافيه (ط. الأولى). القاهرة: المحمودية التجارية. مؤرشف من الأصل في 2022-11-09.
5. محمد عبد المنعم خفاجي (1950). موقف النقاد من الشعر الجاهلي (ط. الأولى). القاهرة: دار الفكر العربي. مؤرشف من الأصل في 2022-11-09.
6. محمد عبد المنعم خفاجي (1951). الإسلام وحقوق الإنسان (ط. الأولى). القاهرة: مكتبة الخانجي. مؤرشف من الأصل في 2022-11-10.
7. شهاب الدين الخفاجي (1952). شفاء الغليل فيما في كلام العرب من الدخيل. تصحيح وتعليق ومراجعة: محمد عبد المنعم خفاجي (ط. الأولى). القاهرة: مكتبة الحرم الحسيني التجارية الكبرى. مؤرشف من الأصل في 2022-11-10.[2]
8. الأعلم الشنتمري (1954). أشعار الشعراء الستة الجاهليين: اختيارات من الشعر الجاهلي (المختار من شعر امرئ القيس، وعلقمة بن عبدة، والنابغة، وزهير، وطرفة، وعنترة العبسي). شرح وتعليق: محمد عبد المنعم خفاجي (ط. الأولى). القاهرة: مكتبة عبد الحميد احمد حنفي. مؤرشف من الأصل في 2022-11-10.
9. محمد عبد المنعم خفاجي (1954). الأزهر في ألف عام (ط. الأولى). القاهرة: المطبعة المنيرية. مؤرشف من الأصل في 2022-11-10.
10. محمد عبد المنعم خفاجي (1955). الاسلام دين الانسانية الخالد (ط. الأولى). مؤرشف من الأصل في 2022-11-10.
11. محمد عبد المنعم خفاجي (1955). قصة الأدب في الأندلس (ط. الأولى). القاهرة: المطبعة المنيرية. مؤرشف من الأصل في 2022-11-10.
12. أبو سعيد السيرافي (1955). أخبار النحويين البصريين. تحقيق: محمد عبد المنعم خفاجي، طه محمد الزيني (ط. الأولى). القاهرة: مصطفى البابي الحلبي واولاده. مؤرشف من الأصل في 2022-11-09.
13. محمد عبد المنعم خفاجي (1956). مع الشعراء المعاصرين (ط. الأولى). القاهرة: المطبعة المنيرية.
14. محمد عبد المنعم خفاجي (1957). صور من الأدب الحديث (ط. الأولى). القاهرة: دار العهد الجديد للطباعة. مؤرشف من الأصل في 2022-11-10.
15. محمد عبد المنعم خفاجي، عبد الله عبد الجبار (1980). قصة الأدب في الحجاز في العصر الجاهلي (ط. الأولى). القاهرة: مكتبة الكليات الأزهرية.
16. محمد عبد المنعم خفاجي،  عبد العزيز شرف (1980). التفسير الإعلامي للأدب العربي (ط. الأولى). القاهرة: دار الفكر العربي.
17. محمد عبد المنعم خفاجي (1982). الحياة الأدبية في مصر العصر المملوكي والعثماني (ط. الأولى). القاهرة: مكتبة الكليات الأزهرية.
18. محمد عبد المنعم خفاجي (1983). الأدب في التراث الصوفي (ط. الأولى). القاهرة: مكتبة غريب.
19. الشافعي (1986). ديوان الشافعي: حبر الأمة وإمام الأمة. تحقيق: محمد عبد المنعم خفاجي (ط. الثالثة). الرياض: مكتبة المعارف.
20. محمد عبد المنعم خفاجي (1987). البحوث الأدبية منهجها ومصادرها (ط. الثانية). بيروت: دار الكتاب اللبناني.
21. محمد عبد المنعم خفاجي (1990). الحياة الأدبية بعد ظهور الإسلام (ط. الأولى). بيروت: دار الجيل.
22. محمد عبد المنعم خفاجي (1990). لأدب العربي وتاريخه في العصرين الأموي والعباسي (ط. الأولى). بيروت: دار الجيل.
23. محمد عبد المنعم خفاجي (1992). الحياة الأدبية في العصر الجاهلي (ط. الثالثة). بيروت: دار الجيل.
24. محمد عبد المنعم خفاجي (1992). قصة الأدب في ليبيا العربية (ط. الأولى). بيروت: دار الجيل.
25. محمد عبد المنعم خفاجى، محمد السعدى فرهود، عبد العزيز شرف (1992). الأسلوبية.. والبيان العربي (ط. الأولى). القاهرة: الدار المصرية اللبنانية.
26. محمد عبد المنعم خفاجي (1992). دراسات في الأدب العربي الحديث ومدارسه (ط. الأولى). بيروت: دار الجيل.
27. محمد عبد المنعم خفاجي، عبد العزيز شرف (1992). الأصول الفنية لأوزان الشعر العربي (ط. الأولى). بيروت: دار الجيل.
28. محمد عبد المنعم خفاجي (1992). فلسفة التاريخ الإسلامي (ط. الأولى). بيروت: دار الجيل.
29. عمر بن أبي ربيعة (1995). ديوان عمر بن أبي ربيعة شاعر الحب والجمال. تحقيق: محمد عبد المنعم خفاجي،  عبد العزيز شرف (ط. الأولى). القاهرة: المكتبة الأزهرية للتراث.
30. محمد عبد المنعم خفاجي (1996). أبو الفتح الإسكندري: بطل مقامات بديع الزمان وشخصيته المجهولة (PDF) (ط. الأولى). القاهرة: مكتبة الأنجلو المصرية. مؤرشف من الأصل (PDF) في 2024-07-05.
31. محمد عبد المنعم خفاجي (2000). صفحات من الفكر المصري العربي (ط. الأولى). القاهرة: مكتبة الأنجلو المصرية.
32. محمد عبد المنعم خفاجي (2000). المكتبة العربية ومصادرها (ط. الأولى). الإسكندرية: دار الوفاء لدنيا الطباع والنشر.
33. محمد عبد المنعم خفاجي (2004). الحياة الأدبية في العصر العباسي: تصوير صادق للحياة الأدبية في هذا العصر العظيم، وترجمة لأعلامه ونابغيه (ط. الأولى). الإسكندرية: دار الوفاء لدنيا الطباع والنشر.

## وفاته
توفي صباح الأربعاء 8 صفر 1427 هـ الموافق 8 مارس 2006م.

## روابط خارجية
- محمد عبد المنعم خفاجي على موقع أرشيف الشارخ.